# Поровський Микола Іванович
Микола Іванович Поровський (нар. 20 червня 1956, с. Заріцьк, Рівненська область) — народний депутат України 1, 2 та 4 скликань Верховної Ради України. Борець  за незалежність України у ХХ сторіччі, один із засновників Народного Руху України, організатор найбільших акцій боротьби за Незалежність-Ланцюга злуки та ін., член Комітету підтримки Литви. Голова Республіканської християнської партії. Полковник Збройних Сил України, заступник командира 3 полку Спп, начальник відділу в ГУРОС Генерального Штабу ЗСУ. Автор ряду книг з національно-патріотичної тематики, член Національної спілки письменників України.

## Біографія
Закінчив Український інститут інженерів водного господарства (1974—1979), інженер будівельник. Закінчив Національну академію державного управління при Президентові України, магістр державного управління (2005 р.). Працював майстром, виконробом будівельного управління «Промбуд» (м. Івано-Франківськ). 1984 року став секретарем комітету ЛКСМУ комбінату «Івано-Франківськпромбуд». З цього ж 1984р переходить на керівну роботу — заступником начальника Управління виробничо-технічної комплектації тресту «Прикарпатбуд», потім заступником начальника УВТК тресту «Рівнепромбуд».
У 1988—1991 роках — активний учасник національно-визвольної боротьби за незалежність України. У 1989—1994 роках — Голова Координаційної Ради, заступник Голови Народного Руху України. Організатор найбільших акцій боротьби за Незалежність — Ланцюга злуки та численних мітингів. Як член Комітету підтримки Литви брав участь у прориві енергетичної блокади Литви у грудні 1990 року та захисті Литовського Парламенту.
1990—1994 Народний депутат України 1-го (12-го) скликання Верховної Ради-координатор парламентської групи «Народна Рада». Брав участь у написанні і проголошенні Акту Державної Незалежності України і внесенні Прапора Незалежності у Верховну Раду разом із В. Чорноволом та ін.
1994—1998 Народний депутат України 2-го скликання Верховної Ради. Брав участь у розробці та прийнятті Конституції України.
З 1994 член УРП — заступник Голови; член Вищої Церковної Ради УПЦ КП; координатор Конгресу національно-демократичних сил; з 1992 голова ГО «Крим з Україною», з 1997 р. Голова Республіканської Християнської партії, з 2010 голова ГО «Українська Народна Рада».
1999—2004 рр. — перший заступник Голови Держкомітету України з енергозбереження.
2005—2006 рр. народний депутат України 4-го скликання Верховної Ради
2014 — по цей час старший офіцер арт. бригади, заступник командира 3-го полку спеціального призначення (Кропивницький), начальник відділу в ГУРОС Генерального Штабу ЗСУ.
31 серпня 2014 року, під час Російсько-Української війни на Донбасі, на своїй сторінці у фейсбуку політик повідомив про призначення його на посаду старшого офіцера армійської артилерійської бригади у званні підполковника. З вересня 2014 р. призначений заступником командира 3-го полку спеціального призначення (Кропивницький) — брав участь у бойових діях в зоні АТО.

## Твори
Микола Поровський є автором книг «Забутий заповіт борцям за Україну» (1996), «Розповідь про горіння» (1999), «Бурею битва гриміла» (2007), «Ключ від вершини» (2008), «Тільки РУХом життя і обіймеш…» (2009), «За вашу і нашу волю» (2011).

## Відзнаки та нагороди
- Орден Свободи (16 липня 2020) — за значний особистий внесок у справу державотворення, побудову незалежності Української держави, активну громадсько-політичну діяльність та з нагоди 30-річчя проголошення Декларації про державний суверенітет України[10].
- Орден «За заслуги» I ступеня (18 листопада 2009) — за визначний особистий внесок у відстоювання національної ідеї, становлення і розвиток Української незалежної держави та активну політичну і громадську діяльність[11]
- Орден «За заслуги» II ст. (22 серпня 2016) — за значний особистий внесок у державне будівництво, соціально-економічний, науково-технічний, культурно-освітній розвиток України, вагомі трудові здобутки та високий професіоналізм[12].
- Орден «За заслуги» III ступеня (23 серпня 2005) — за значний особистий внесок у соціально-економічний, науковий та культурний розвиток України, вагомі трудові здобутки та активну громадську діяльність[13]
- Нагороджений Медаллю «Учасник АТО», Орденами УПЦ КП «Св. Володимира» 1-го та 2-го ступеня, Грамотою Верховної Ради «За особливі заслуги перед українським народом».

## Захоплення
Микола Поровський захоплюється гірськими лижами та альпінізмом. Був у складі експедицій українських альпіністів в гори Середньої Азії, Кавказу та ін.